# بلوار بزرگ (شیکاگو)
بلوار بزرگ (به انگلیسی: Grand Boulevard) یک منطقهٔ مسکونی در ایالات متحده آمریکا است که در شیکاگو واقع شده‌است. بلوار بزرگ ۴٫۴۸ کیلومتر مربع مساحت و ۲۲٬۳۷۳ نفر جمعیت دارد.